# Ньютон, Альфред Френсис
Альфред Френсис Ньютон (Alfred Francis Newton, р. 11 сентября 1944 года) — американский энтомолог и колеоптеролог, крупный специалист по жукам (Coleoptera).

## Биография
Родился 11 сентября 1944 года. После окончания школы Riverside High School (Риверсайд, штат Нью-Джерси, США), в июне 1962 года, он получил степень по химии в Ратгерском университете (Нью-Брансуик, штат Нью-Джерси). Там же он получил степень бакалавра в июне 1966 года с отличием. С 1966 по 1969 год он получал стипендиальный грант Национального научного фонда. С 1969 по 1973 год имел стипендию для преподавания, а с 1970 по 1973 год — стипендию Ричмонда от Гарвардского университета. В марте 1970 года он получил степень магистра гуманитарных наук в Гарвардском университете. В июне 1973 года он получил докторскую степень в Гарвардском университете с диссертацией «A systematic revision of the rove beetle genus Platydracus in North America (Coleoptera: Staphylinidae)».
С 1985 по 1991 год Ньютон работал ассистентом куратора в отделе энтомологии Филдовского музея естественной истории в Чикаго. С 1991 по 2008 годы он был куратором, а с тех пор — почетным куратором. Исследования Ньютона сосредоточены на таксономии, классификации, филогенетических взаимоотношениях и эволюции в крупнейшем надсемействе жуков Staphylinoidea, которое насчитывает более 78 600 видов по всему миру. Во время кураторства Ньютона коллекция Полевого музея превысила один миллион экземпляров. Среди них также самая большая в мире коллекция личинок этого семейства. Ньютон работал в экспедициях, посещая разные штаты США, Мексику, Чили, Австралию и Новую Зеландию.
Публикации Ньютона включают работы по подсемейству Osoriinae и различным более мелким подсемействам, а также каталоги родов (с их типологиями) подсемейств Pselaphinae и Scydmaeninae Палеарктики и других регионов. В 1984 году он занялся мицетофагией короткокрылых. Вместе с Маргарет К. Тейер он опубликовал в 1992 году каталог с именами групп семейств и текущей классификацией Staphylinoidea, а в 1995 году — первое описание подсемейства Protopselaphinae, включая единственный род Protopselaphus.
В 2002 году он опубликовал фундаментальное иллюстрированное руководство по родам Staphylinidae (Coleoptera), обитающим в Мексике «Illustrated guide to the genera of Staphylinidae (Coleoptera) of Mexico».

## Признание
В знак признания заслуг Ньютона в его честь были названы несколько новых для науки видов:
- Acrolocha newtoni Thayer, 2003[7]
- Ampheida newtoni Pace, 1991[8]
- Brachypelus newtoni  Bulirsch et al., 2005
- Diochus newtoni 2017[9]
- Edaphus newtoni  Puthz, 2007
- Euaesthetus newtoni  Puthz, 1998
- Formicocephalus newtoni  Théry, 2011[10]
- Giulianium newtoni  Ahn & Ashe, 1999
- Ischnothina newtoni  Pace, 1999
- Octavius newtoni  Puthz, 2001
- Polylobus newtoni  Pace, 1999
- Scydmaenilla newtoni (Franz, 1986) (Syn.: Stenichnaphes newtoni, 1986)[11][12]
- †Cretochirus newtoni Yamamoto & Takahashi, 2019[13]
- другие
- Outstanding Paper of the Year Award, Coleopterists Society, for 2003 Coleopterists Bulletin (2004)[1]

## Основные труды
Крупный специалист по систематике и фаунистике жесткокрылых насекомых. Открыл и описал около ста новых для науки таксонов жуков, в том числе, подсемейство Necrophilinae и роды Anama, Androscydmus, Apotectus, Asanis, Batrischema, Batrixenus, Cerylambus, Clavilispinina, Dalminia, Foxiides, Humbertella, Hyobontus, Merinia, Mnia, Natypleurina, Nondulia, Nuegua, Palaeostigus, Paradrasinus, Pedisinops, Plectoprotus, Raphitreodes, Sinistrocedius, Sufifer, Vetudasycerus, Zeanecrophilus. Автор более сотни рецензируемых научных статей, монографий и книг.
- Newton, A.F. 1984. Mycophagy in Staphylinoidea (Coleoptera), pp. 302—353. In: Wheeler, Q. & M. Blackwell (eds.). Fungus-insect relationships: perspectives in ecology and evolution. Columbia University Press, New York. xiii + 514 pp.
- Newton, A.F. 1985. South temperate Staphylinoidea (Coleoptera): their potential for biogeographic analysis of austral disjunctions, pp. 180—220. In: Ball, G. E. (ed.). Taxonomy, phylogeny and zoogeography of beetles and ants. Series Entomologica 33, W. Junk, Dordrecht. xiii + 514 pp.
- Newton, A.F. & Chandler, D.S. 1989. World catalog of the genera of Pselaphidae (Coleoptera) Архивная копия от 30 июня 2019 на Wayback Machine. Fieldiana: zoology (n.s.) 53: 1-93.
- Newton, A.F. 1990. Insecta: Coleoptera: Staphylinidae adults and larvae, pp. 1137—1174. In: Dindal, D. L. (ed.). Soil biology guide. John Wiley & Sons, New York. xviii + 1349 pp.
- Newton, A.F. & Thayer, M.K. 1992. Current classification and family-group names in Staphyliniformia (Coleoptera). Fieldiana: Zoology (new series) (67): iv + 92 p.
- Lawrence, J.F & Newton, A.F. 1995. Families and subfamilies of Coleoptera (with selected genera, notes, references and data on family-group names) in Biology, Phylogeny, and Classification of Coleoptera: Papers Celebrating the 80th Birthday of Roy A. Crowson, vol. 2: pp 779—1006. ISBN 83-85192-34-4.
- Klimaszewski, J., Newton, A.F. & M. K. Thayer 1996. A review of the New Zealand rove beetles (Coleoptera: Staphylinidae). New Zealand journal of zoology 23(2): 143—160.
- varrete-Heredia, J. L. & Newton, A.F. 1996. Staphylinidae (Coleoptera), pp. 369—380. In: Llorente Bousquets, J. E., A. N. García Aldrete and E. González Soriano (eds.), Biodiversidad, taxonomía y biogeografía de artrópodos de México: hacia una síntesis de su conocimiento. Instituto de Biología, Universidad Autónoma de México, México D.F., México. xvi + 660 pp.
- Newton, A.F. 1997. Review of Agyrtidae (Coleoptera), with a new genus and species from New Zealand. Annales zoologici 47: 111—156.
- Newton, A.F., M. K. Thayer, J. S. Ashe & D. S. Chandler 2000. Staphylinidae Latreille, 1802, pp. 272—418. In: Arnett, R. H., Jr. and M. C. Thomas (eds.), American Beetles, Vol. 1. Archostemata, Myxophaga, Adephaga, Polyphaga: Staphyliniformia. CRC Press, Boca Raton, Florida. xv + 443 pp. (2001)
- Navarrete-Heredia, J. L., Newton, A.F., M. K. Thayer, J. S. Ashe & D. S. Chandler 2002. Guía ilustrada para los géneros de Staphylinidae (Coleoptera) de México. Illustrated guide to the genera of Staphylinidae (Coleoptera) of Mexico. Universidad de Guadalajara & CONABIO, México. xii + 401 pp.
- Sikes, D. S., R. B. Madge & Newton, A.F. 2002. A catalog of the Nicrophorinae (Coleoptera: Silphidae) of the world. Zootaxa 65: 1-304.
- Betz, O., M. K. Thayer & Newton, A.F. 2003. Comparative morphology and evolutionary pathways of the mouthparts in spore-feeding Staphylinoidea (Coleoptera). Acta zoologica 84 (3): 179—238.
- Newton, A.F. 2005. Sphaeritidae Shuckard, 1839; Synteliidae Lewis, 1882; Agyrtidae Thomson, 1859; Leiodidae Fleming, 1821, pp. 183—190, 261—280. In: Beutel, R. G. & R. A. B. Leschen (eds.). Coleoptera, Beetles. Vol. 1: Morphology and systematics (Archostemata, Adephaga, Myxophaga, Polyphaga partim). Handbuch der Zoologie/Handbook of Zoology. Band/Vol. IV: Arthropoda: Insecta (N. P. Kristensen & R. G. Beutel, eds.). Teilband/Part 38. Walter de Gruyter, Berlin & New York. xi + 567 pp.
- Newton, A.F. 2011 [New name] In: Clarke, D. J. A revision of the New Zealand endemic rove beetle genus Agnosthaetus Bernhauer (Coleoptera: Staphylinidae). Coleopterists Society Monograph 10: 1-118.
- Bouchard, P., Bousquet, Y., Davies, A.E., Alonso-Zarazaga, M.A., Lawrence, J.F., Lyal, C.H.C., Newton, A.F., Reid, C.A.M., Schmitt, M., Ślipiński, S.A. & Smith, A.B.T. 2011. Family-group names in Coleoptera (Insecta). ZooKeys 88: 1-972. doi: 10.3897/zookeys.88.807
- Brunke, A., Newton, A.F., J. Klimaszewski, C. Majka & S. Marshall 2011. Staphylinidae of eastern Canada and adjacent United States. Key to subfamilies; Staphylininae: tribes and subtribes, and species of Staphylinina. Canadian Journal of Arthropod Identification 12: 1-110.
- Lawrence, J. F., A. Ślipiński, A. E. Seago, M. K. Thayer, Newton, A.F. & A. E. Marvaldi 2011. Phylogeny of the Coleoptera based on morphological characters of adults and larvae. Annales zoologici 61 (1): 1-217.
- Klimaszewski, J., A. Brunke, V. Assing, D. W. Langor, Newton, A.F., C. Bourdon, G. Pelletier, R. P. Webster, L. Herman, L. Perdereau, A. Davies, A. Smetana, D. S. Chandler 2013. Synopsis of adventive species of Coleoptera (Insecta) recorded from Canada. Part 2: Staphylinidae. Pensoft Series Faunistica No. 104, Sofia-Moscow. 360 pp.
- Lackner, T., S. Mazur & Newton, A.F. 2015. Family Histeridae Gyllenhal, 1808, pp. 76-130. In: Löbl, I. & D. Löbl (eds.). Catalogue of Palaearctic Coleoptera. Vol. 2. Revised and updated edition. Hydrophiloidea — Staphylinoidea. Brill, Leiden & Boston. Vol. 2/1, xiii, 1-900; 2/2, 901—1702.
- Newton, A.F. 2016. Sphaeritidae Shuckard, 1839; Synteliidae Lewis, 1882; Staphylinoidea Latreille, 1802: Introduction, phylogeny; Agyrtidae Thomson, 1859; Leiodidae Fleming, 1821, pp. 274—281, 315—316, 356—376. In: Beutel, R. G. & R. A. B. Leschen (eds.). Coleoptera, Beetles. Vol. 1: Morphology and systematics (Archostemata, Adephaga, Myxophaga, Polyphaga partim). 2nd edition. Handbook of Zoology; Arthropoda: Insecta (ed. R. G. .Beutel & N. P. Kristensen); De Gruyter, Berlin/Boston. xvii, 684 pp.